# Pelexia delicatula
Pelexia delicatula är en orkidéart som beskrevs av Dariusz Lucjan Szlachetko och Veyret. Pelexia delicatula ingår i släktet Pelexia och familjen orkidéer.
Artens utbredningsområde är Franska Guyana. Inga underarter finns listade i Catalogue of Life.